# André, a Cara e a Coragem
André, a Cara e a Coragem é um filme brasileiro de 1971 escrito e dirigido por Xavier de Oliveira.
Ganhou Melhor Direção e Melhor Atriz (Ângela Valério) no Prêmio Governador do Estado de São Paulo de 1972.

## Sinopse
Adolescente chega do interior para tentar vencer na cidade do Rio de Janeiro, mas enfrenta várias dificuldades, mora em pensão barata, torna-se gigolô e engravida uma operária.

## Elenco
- Stephan Nercessian	 ... 	André
- Ângela Valério	 ... 	Marly
- Echio Reis	 ... 	Marujo
- Antonio Patiño	 ... 	Guimarães
- Elcy Andrade
- Antônio Augusto
- Alvim Barbosa
- Dilberto da Silva
- José de Freitas
- Divaldo de Souza
- Cid Fayão
- João Gerônimo
- José Guilherme
- José Lube
- Edil Magliari
- Nelson Mariani
- Ilva Niño ... Carolina,  prostituta no bar
- Edílson Oliveira
- Pichin Plá
- Maria Regina Caldas  ... prostituta
- Emiliano Ribeiro
- Maria Rita
- Manoel Santana
- Eugênio Santos
- Maria Luiza Splendore
- Alcidia Tavares
- Cirene Tostes